# Amledi, el tonto
Amledi, el tonto es la última obra chilena de teatro del cineasta Raúl Ruiz, estrenada enero de 2011, en el marco del Festival Santiago a Mil, con un elenco que acaparó la atención del público.
Ruiz escogió el nombre Amledi para su propia versión del mito, donde rescata el carácter hosco y macizo del relato nórdico original. El cineasta comenzó a escribir Amledi, el tonto en 2006. La obra está inspirada en Hamlet de William Shakespeare.

## Argumento
Versión arcaica del mito de Hamlet que rescata el carácter hosco y macizo del relato nórdico original. Raúl Ruiz se vuelca aquí a la hipotética fuente de la tragedia shakespereana, un cierto príncipe Amledi.

## Elenco original
- Rodrigo Soto: Almedi
- Tamara Acosta: La Vala
- Pedro Villagra: Orvelde
- Ximena Rivas: Reina
- Daniel Alcaíno: Rey de Britania
- Claudia di Girólamo: Reina madre
- Francisco Reyes: Brandan
- Héctor Aguilar: Feng
- Rodolfo Pulgar: Brandan
- Viviana Herrera: Jaghurta
- Cristián Carvajal: Huk
- Héctor Morales: Garland
- Chamila Rodríguez: Dama 1
- Sofía Zagal: Dama 2
- Elvira López: Dama 3
- Eyal Meyer: Palafrenero 1
- Juan Pablo Larenas: Palafrenero 2
- Camilo Ramírez: Palafrenero 3
- Pablo Barbatto: Palafrenero 4
- Daniel Antivilo: Cortesano
- Lucas Escobar: Niño